# العفارة (يبعث)

تعديل مصدري - تعديل

العفارة هي إحدى قرى عزلة يبعث بمديرية يبعث التابعة لمحافظة حضرموت، بلغ تعداد سكانها 21 نسمة حسب تعداد اليمن لعام 2004.